# Johann Pistorius l'Ancien
Cet article concerne le théologien protestant. Pour le théologien catholique, voir Jean Pistorius.
Johann Pistorius l'Ancien aussi connu sous le nom de Johann Niddanus, né Johannes Becker à Nidda dans le landgraviat de Hesse en janvier 1504 et mort le 25 janvier 1583 dans la même ville, est un réformateur et théologien allemand. Il est notamment surintendant du diocèse d'Alsfeld en Hesse, de 1541 à 1580.

## Biographie
Johann Pistorius naît à Nidda, fils de Johann Becker (1476-1529) qui a été maire de la ville. Il fréquente l'école latine de Nidda, et obtient un doctorat en théologie, vraisemblablement à Mayence. Il s'engage en faveur de la Réforme protestante et se lie avec Philippe Mélanchthon.
Pistorius participe à la rédaction de la Confession d'Augsbourg au printemps 1530, avec Johan Brentius, Schnepfius et d'autres.
En 1535, il épouse Margaretha (1516-1560), fille de Konrad Schreiber, écrivain de la ville de Nidda. Un de leurs enfants est Jean Pistorius.
Pistorius est surintendant du diocèse d'Alsfeld de 1541 à 1580. Il participe au colloque de Worms de 1557. 
Johann Pistorius l'Ancien meurt le 25 janvier 1583 à Nidda et est inhumé dans l'église Saint-Jean de Nidda (de).